# Plesiopelma imperatrix
Plesiopelma imperatrix is een spinnensoort in de taxonomische indeling van de vogelspinnen (Theraphosidae).
Het dier behoort tot het geslacht Plesiopelma. De wetenschappelijke naam van de soort werd voor het eerst geldig gepubliceerd in 1976 door Piza.